# Nepenthes rafflesiana
Nepenthes rafflesiana este o specie de plante carnivore din genul Nepenthes, familia Nepenthaceae, ordinul Caryophyllales, descrisă de William Jack. Conform Catalogue of Life specia Nepenthes rafflesiana nu are subspecii cunoscute.

## Galerie de imagini

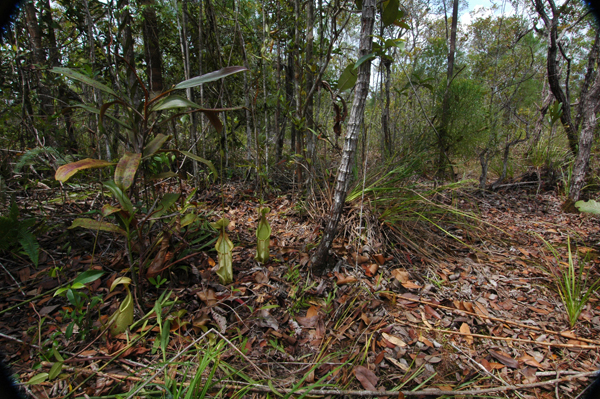
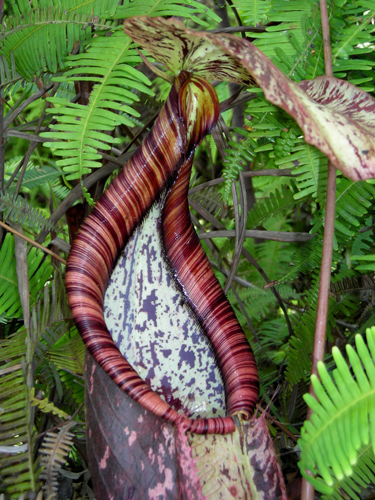
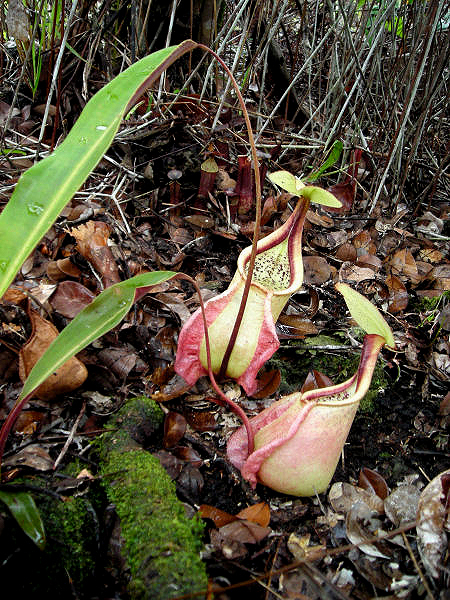
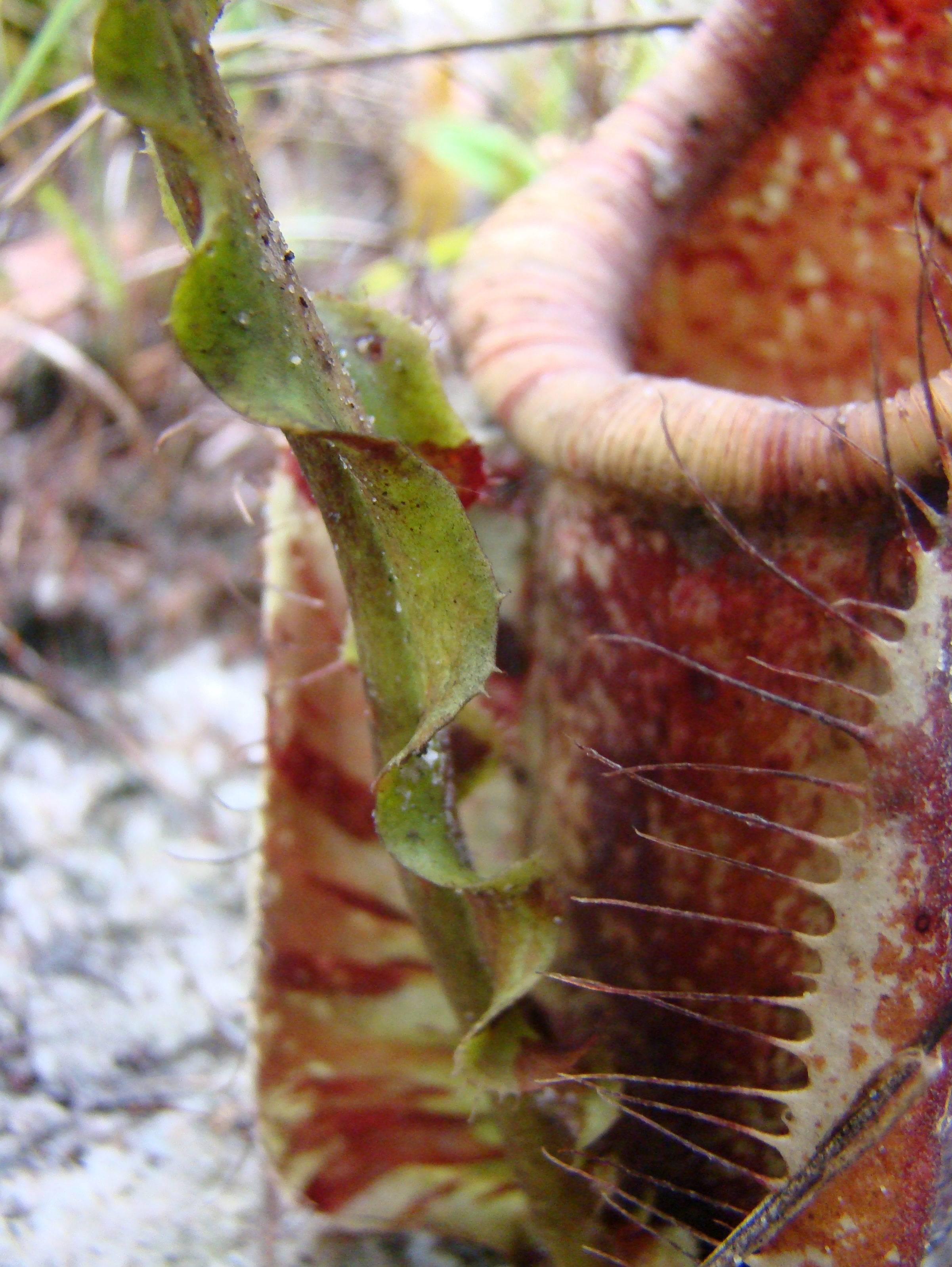
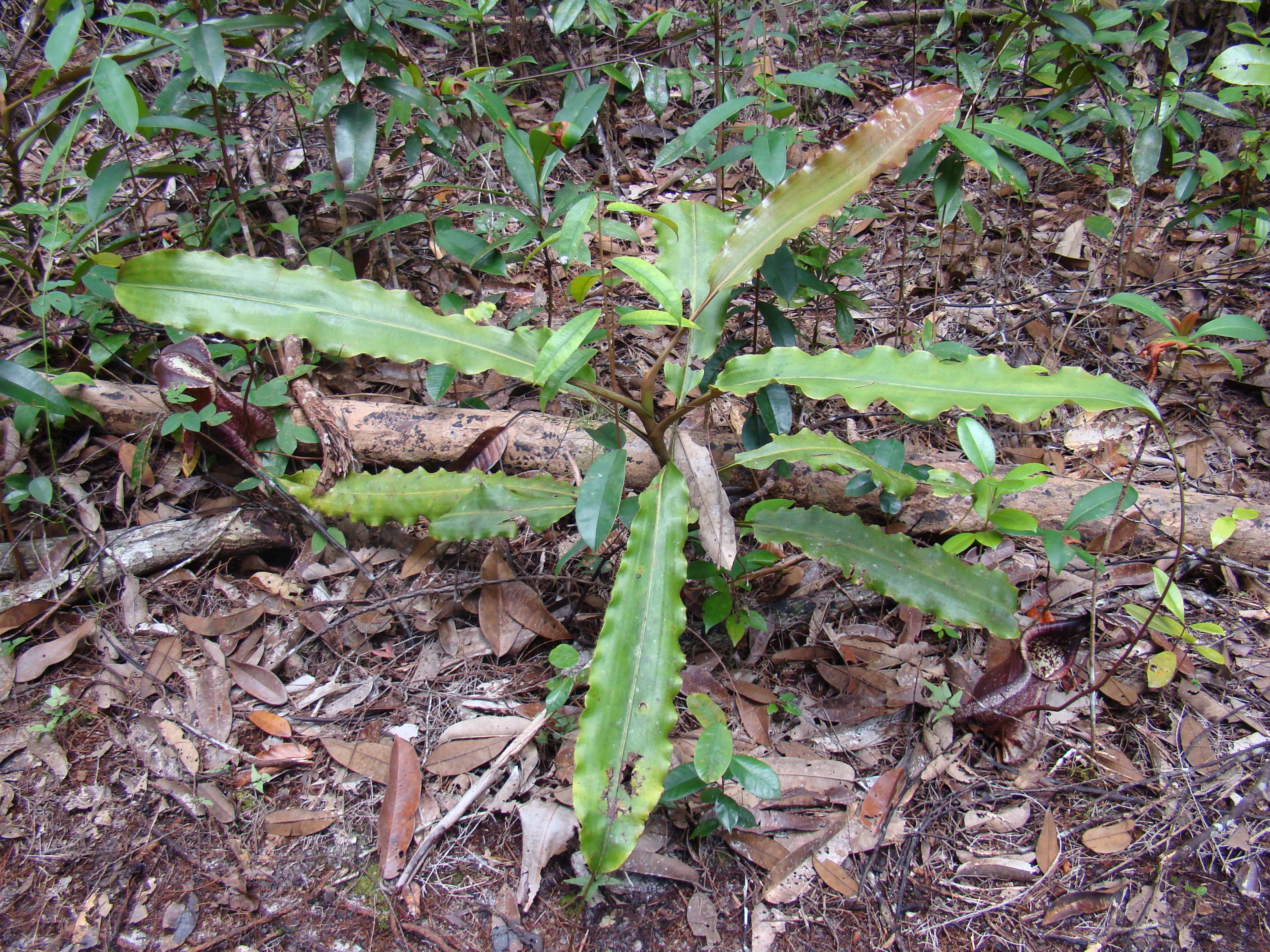
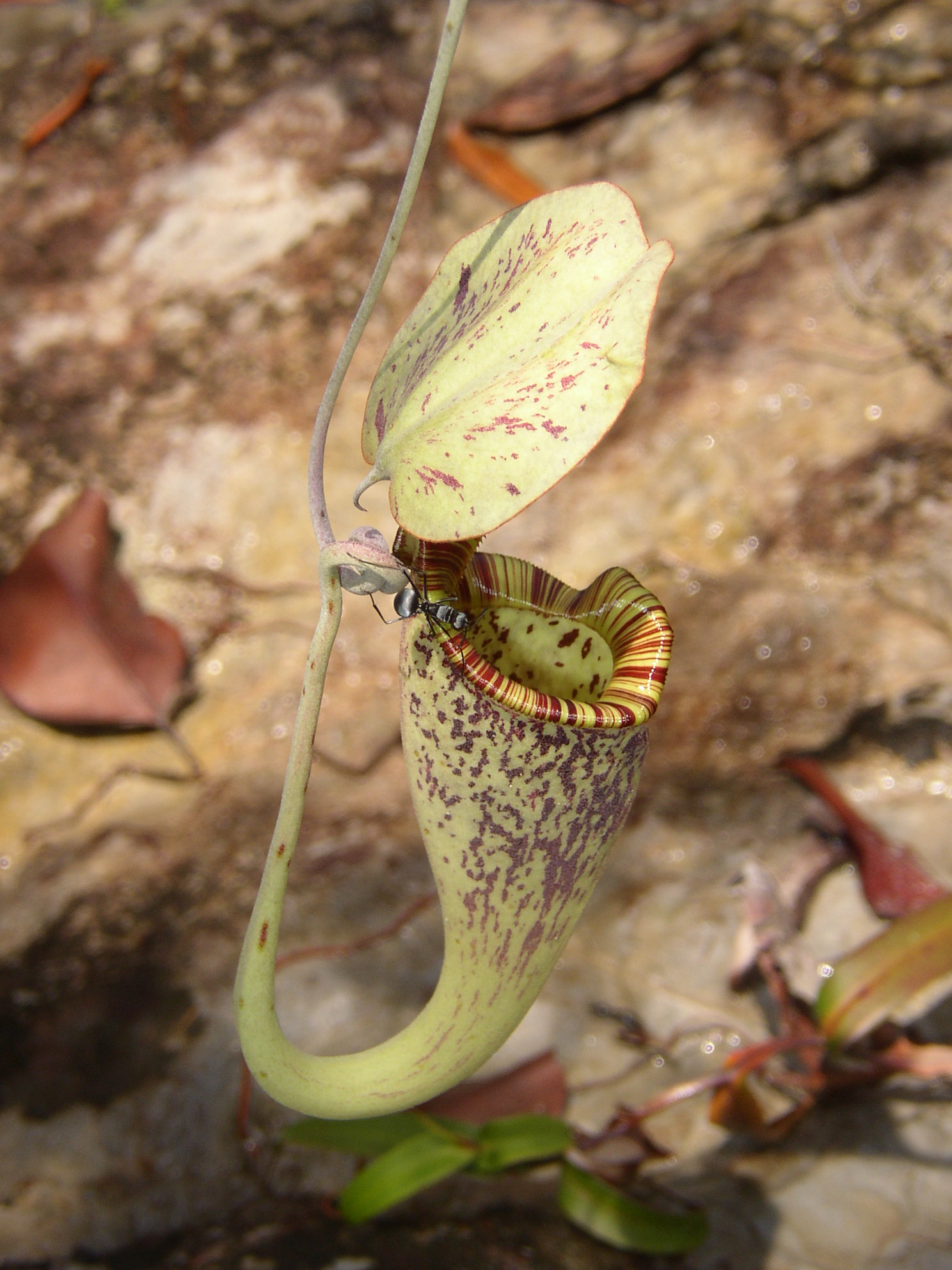